# 阿赫基奧耶爾維湖
66°56′51″N 30°17′38″E / 66.947376°N 30.293833°E
阿赫基奧耶爾維湖（羅馬化：Akhkioyarvi），是俄羅斯的湖泊，位於該國西北部，由摩爾曼斯克州負責管轄，處於坎達拉克沙區，長2.15公里、寬1.18公里，面積1.1平方公里，海拔高度157米。